# Marjorie Gateson
Marjorie Augusta Gateson (17 de enero de 1891 – 17 de abril de 1977) fue una actriz estadounidense de cine y teatro.

## Biografía
Gateson nació en Brooklyn, hija de Augusta y Daniel Gateson. Su abuelo materno y su hermano fueron clérigos;
La formación musical de Gateson le permitió trabajar en el coro de la obra The Pink Lady. Hizo su debut en Broadway a los 21 años en  el coro musical de The Dove of Peace el 4 de noviembre de 1912. Durante el período de The Little Cafe (12 de noviembre de 1913 – 14 de marzo de 1914), Gateson interpretó a varios personajes. En el musical de Broadway de 1917 Have a Heart, Gateson interpretó varias piezas musicales. También trabajó en comedias musicales durante la siguiente década, como Oh, Ernest! (1927), y en otras obras de carácter dramático como As Good as New en 1930. Después de esta última obra partió a Hollywood.

### Cine
El debut cinematográfico de Gateson se produjo en 1931, tras más de dos décadas en el teatro. Empezó interpretando papeles secundarios de mujeres adineradas y educadas, que a menudo eran altivas y distantes. 
Sus papeles más reconocidos por el público tal vez fueran el de  Mrs. Crane Brittony, interpretado en la comedia musical Goin' to Town, y en el papel de Mrs. E. Winthrop, la chica que enseñó a boxear a Burleigh "Tiger" Sullivan (Harold Lloyd) en la película de 1936 The Milky Way ( película de 1936).
Otros filmes en los que Gateson participó fueron  The King's Vacation (1933), Bureau of Missing Persons (1933), Private Number (1936), You'll Never Get Rich (1941), International Lady (1941), y Meet The Stewarts (1942).
Su carrera en el cine se fue agotando durante la década de 1940 y se retiró para trabajar en la televisión.

### Televisión
Debutó en la pequeña pantalla en 1949, en la telenovela One Man's Family triunfando en 1954 con su interpretación de la matriarca Grace Harris Tyrell en The Secret Storm, un papel que continuó  interpretando hasta 1968. 
Durante la década de 1950 fue habitual de la televisión con apariciones en programas como Hallmark Hall of Fame, Robert Montgomery Presents y United States Steel Hour.
Gateson nunca se casó, llegando a afirmar: «Lo único que quería era ser actriz. Ni siquiera consideré probar ambas cosas».
Gateson sufrió un derrame cerebral y se retiró de la interpretación. Falleció el 17 de abril de 1977 a los 86 años en Nueva York.

## Filmografía
| - The Beloved Bachelor (1931) - Hortense Cole - The False Madonna (1931) - Rose - Working Girls (1931) - Modista (no acreditada) - Husband's Holiday (1931) - Loretta (escenas eliminadas) - Society Girl (1932) - Alice Converse - Street of Women (1932) - Lois Baldwin - Okay, America! (1932) - Mrs. Herbert Wright - Thirteen Women (1932) - Hazel's Travel Companion (no acreditada) - Silver Dollar (1932) - Mrs. Adams (no acreditada) - The King's Vacation (1933) - Helen Everhardt - Employees' Entrance (1933) - Mrs. Hickox - Lilly Turner (1933) - Mrs. Bessie 'Ma' McGill - Cocktail Hour (1933) - Mrs. Pat Lawton - Melody Cruise (1933) - Mrs. Wells - Blind Adventure (1933) - Grace Thorne - Bureau of Missing Persons (1933) - Mrs. Paul - Walls of Gold (1933) - Cassie Street - Fog (1933) - The World Changes (1933) - Mrs. Clinton - Lady Killer (1933) - Mrs. Wilbur Marley - Let's Fall in Love (1933) - Agatha - Hi, Nellie! (1934) - Mrs. Canfield - Coming Out Party (1934) - Mrs. Ada Stanhope - Operator 13 (1934) - Mrs. Shackleford - Side Streets (1934) - Mrs. Thatcher (escenas eliminadas) - Down to Their Last Yacht (1934) - Mrs. Geoffrey Colt-Stratton - Chained (1934) - Mrs. Louise Field - Million Dollar Ransom (1934) - Elita Casserly - Big Hearted Herbert (1934) - Amy Goodrich | - Happiness Ahead (1934) - Mrs. Bradford - Gentlemen Are Born (1934) - Mrs. Harper - Goin' to Town (1935) - Mrs. Crane Brittony - His Family Tree (1935) - Margaret 'Maggie' Murfree - aka Murphy - Your Uncle Dudley (1935) - Mabel Dixon - The Milky Way (1936) - Mrs. E. Winthrop LeMoyne - Wife vs. Secretary (1936) - Eve Merritt - The First Baby (1936) - Mrs. Wells - Big Brown Eyes (1936) - Mrs. Cole - Private Number (1936) - Mrs. Winfield - Anthony Adverse (1936) - Papel menor (Sin acreditar) - The Gentleman from Louisiana (1936) - Fay Costigan - Three Married Men (1936) - Clara - The Man I Marry (1936) - Eloise Hartley - Arizona Mahoney (1936) - Safroney Jones - We Have Our Moments (1937) - Mrs. Rutherford - Turn Off the Moon (1937) - Myrtle Tweep - Walter Wanger's Vogues of 1938 (1937) - Mrs. George Curtis-Lemke - First Lady (1937) - Sophy Prescott - No Time to Marry (1938) - Mrs. Pettensall - Making the Headlines (1938) - Muffin Wilder - Gateway (1938) - Mrs. Arabella McNutt - Stablemates (1938) - Mrs. Shepherd - Spring Madness (1938) - Miss Ritchie - The Duke of West Point (1938) - Mrs. Drew - The Spirit of Culver (1939) - Mrs. Macy, madre de June (no acreditada) - My Wife's Relatives (1939) - Mrs. Ellis - Too Busy to Work (1939) - Mrs. Randolph Russell - Geronimo (1939) - Mrs. Steele | - Parole Fixer (1940) - Mrs. Thorton Casserly - 'Til We Meet Again (1940) - Mrs. Hester - In Old Missouri (1940) - Mrs. Pittman - Escape to Glory (1940) - Mrs. Winslow - Pop Always Pays (1940) - Mrs. Brewster - Andy Hardy Meets Debutante (1940) - Mrs. Desmond Fowler (no acreditada) - Third Finger, Left Hand (1940) - Mrs. Russell (no acreditada) - I'm Nobody's Sweetheart Now (1940) - Mrs. Morgan - Back Street (1941) - Mrs. Adams - Here Comes Happiness (1941) - Emily Vance - You'll Never Get Rich (1941) - Tía Louise - Passage from Hong Kong (1941) - Tía Julia - Moonlight in Hawaii (1941) - Tía Effie Floto - International Lady (1941) - Bertha Grenner - Honolulu Lu (1941) - Mrs. Van Derholt - Obliging Young Lady (1942) - Mira Potter - Rings on Her Fingers (1942) - Mrs. Fenwick - Juke Box Jenny (1942) - Mrs. Horton - Meet the Stewarts (1942) - Mrs. Goodwin - No Time for Love (1943) - Sophie - The Youngest Profession (1943) - Mrs. Drew - Rhythm of the Islands (1943) - Mrs. Holton - The Sky's the Limit (1943) - Camarera de la cantina - I Dood It (1943) - Mrs. Spelvin - Casanova in Burlesque (1944) - Lucille Compton - Hi, Good Lookin'! (1944) - Mrs. Clara Hardacre - Seven Days Ashore (1944) - Mrs. Elizabeth Arland - Ever Since Venus (1944) - Maude Hackett - One More Tomorrow (1946) - Tía Edna Collier - The Caddy (1953) - Mrs. Grace Taylor |